# Zimmerwald
Zimmerwald (toponimo tedesco; fino al 1902 ufficialmente Obermuhlern und Zimmerwald) è una frazione del comune svizzero di Wald, nel Canton Berna (regione di Berna-Altipiano svizzero, circondario di Berna-Altipiano svizzero).

## Storia

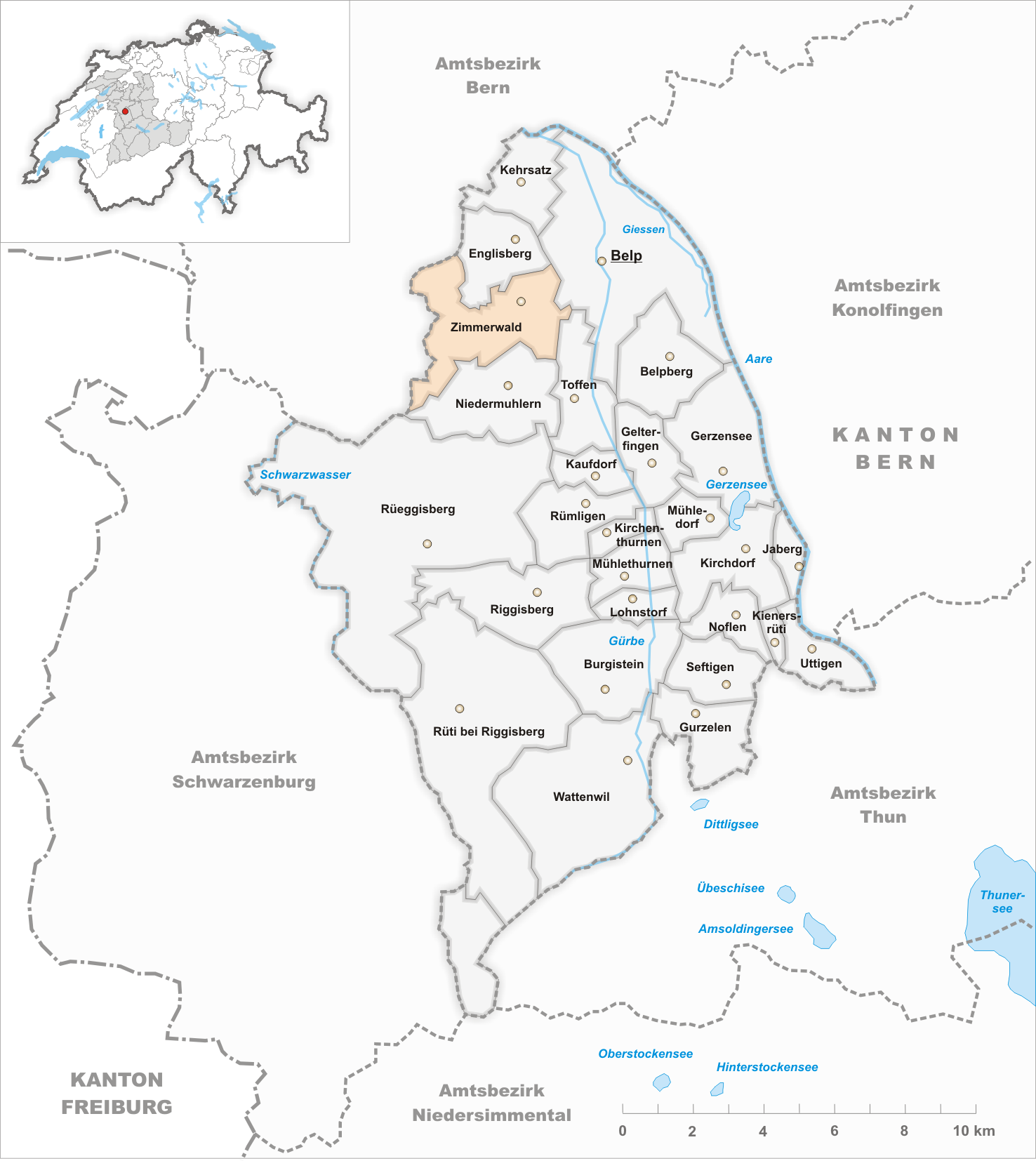
Il territorio del comune di Zimmerwald prima degli accorpamenti comunali del 2004

Già comune autonomo appartenente al distretto di Seftigen e che comprendeva anche le frazioni di Egg, Niederhüseren, Obermuhlern, Waldhof e Winzenried, il 1º gennaio 2004 è stato accorpato all'altro comune soppresso di Englisberg per formare il nuovo comune di Wald.
Nel 1915 ospitò la conferenza di Zimmerwald, o Prima conferenza internazionale socialista.

## Monumenti e luoghi d'interesse

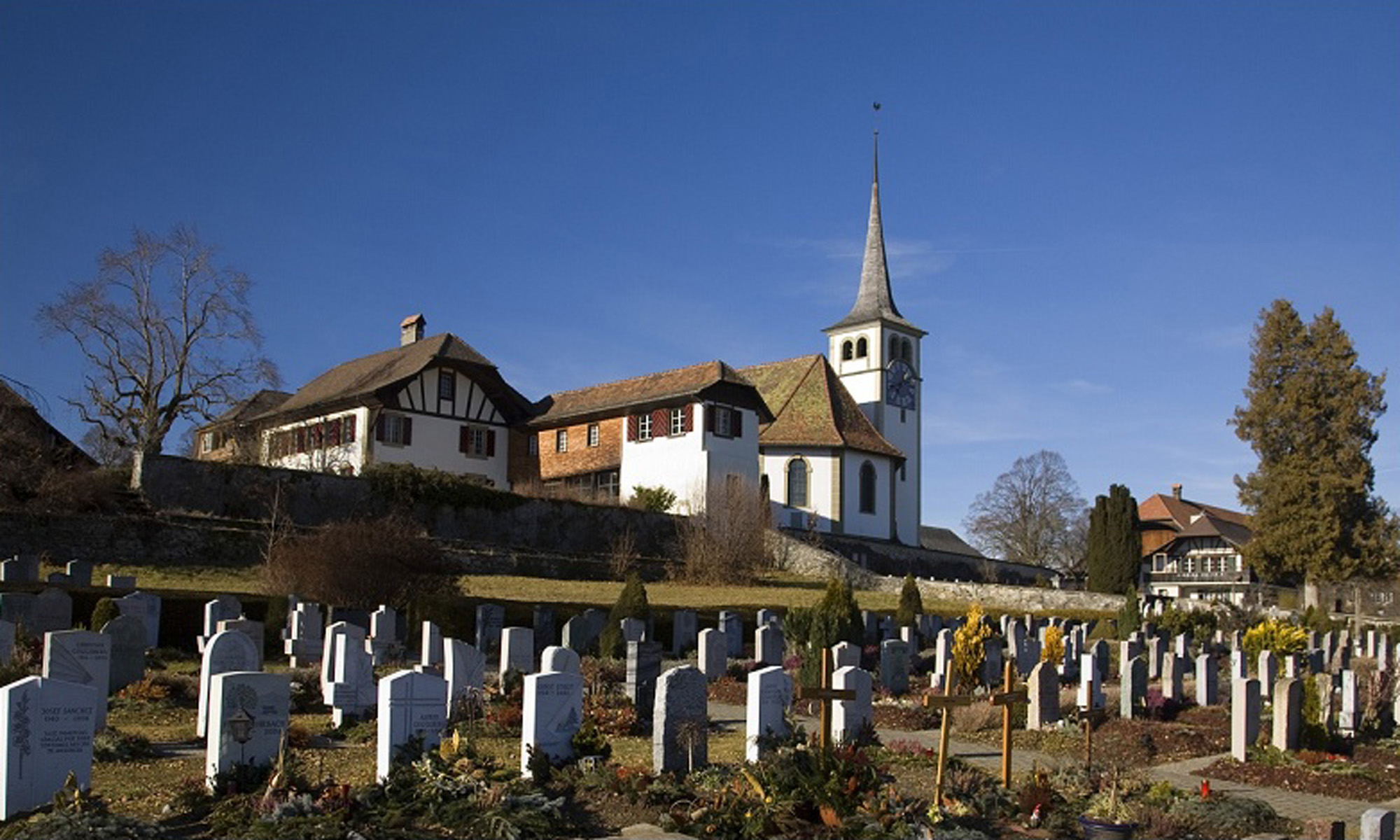
La chiesa riformata

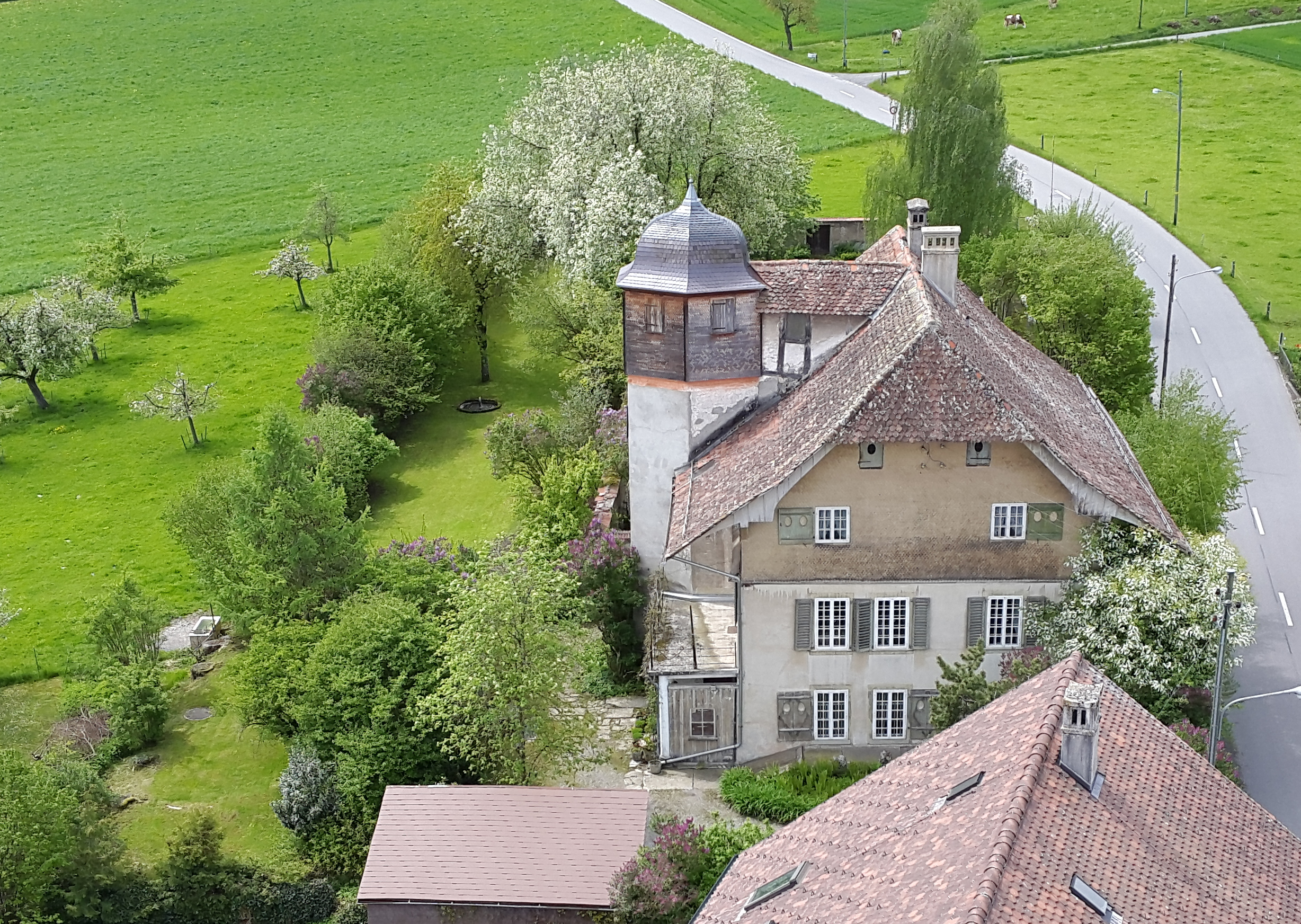
Il castello di Zimmerwald

- Chiesa riformata, eretta nel 1697-1699[1];
- Castello di Zimmerwald, eretto nel 1641[1].
- Osservatorio di Zimmerwald, fondato nel 1956

## Società

### Evoluzione demografica
L'evoluzione demografica è riportata nella seguente tabella:
Abitanti censiti

## Cultura

### Ricerca

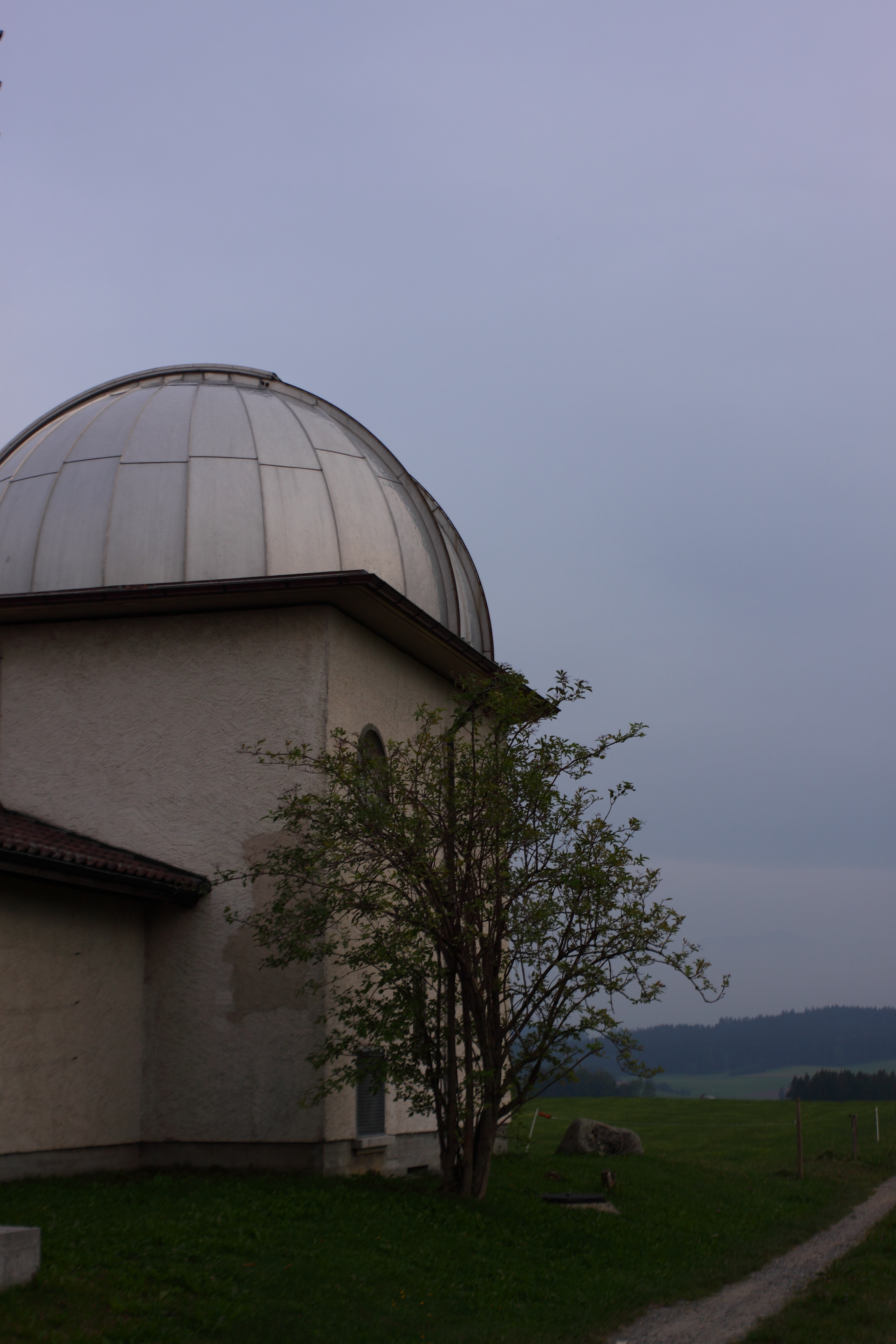
L'osservatorio Zimmerwald

In località Waldhof sorge un importante osservatorio astronomico.

## Amministrazione
Ogni famiglia originaria del luogo fa parte del cosiddetto comune patriziale e ha la responsabilità della manutenzione di ogni bene ricadente all'interno dei confini del comune.